# Carmina Burana (średniowiecze)

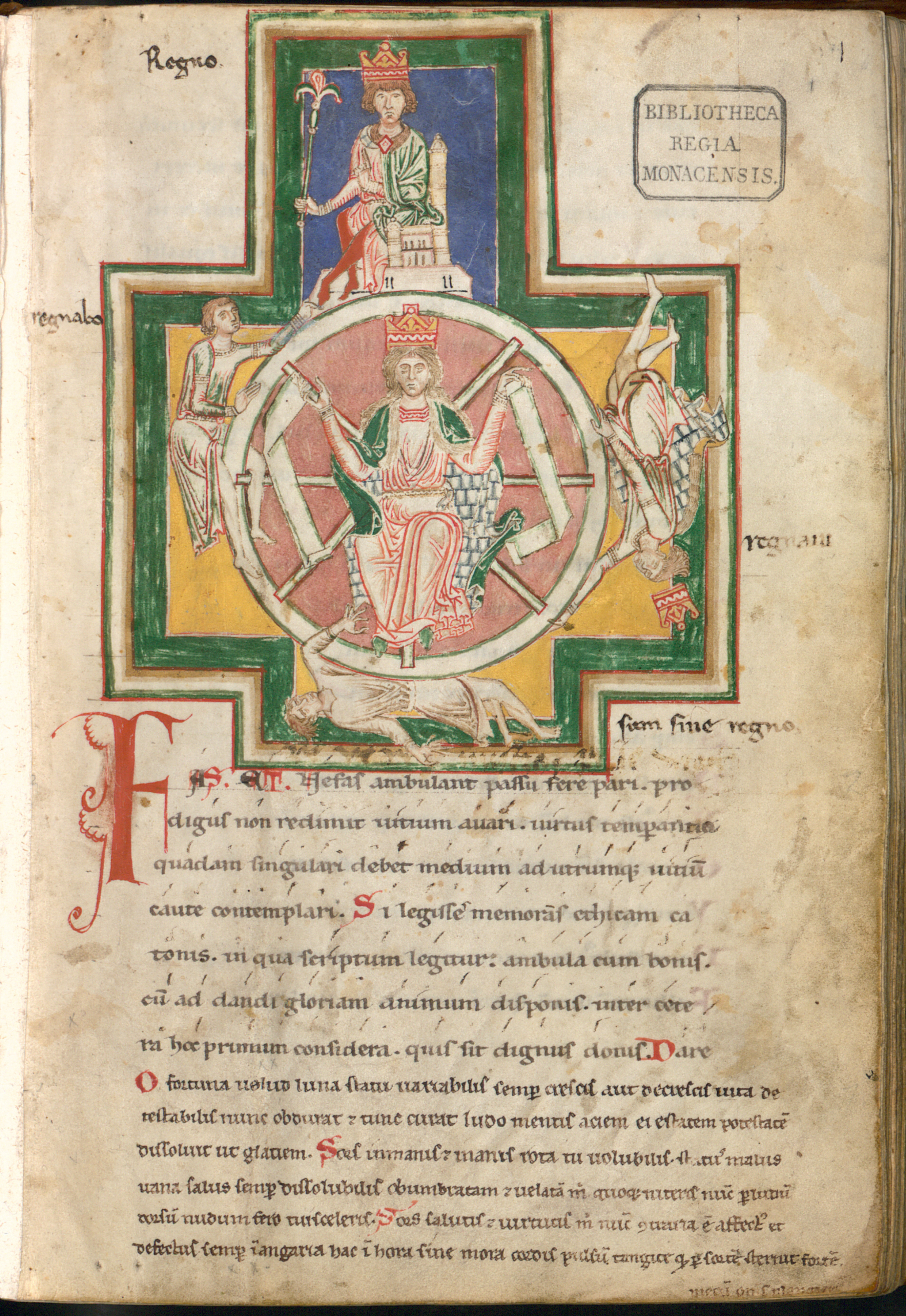
Codex Buranus (Carmina Burana)

Carmina Burana – XIII-wieczny zbiór utworów poetyckich.
Carmina Burana jest średniowiecznym manuskryptem napisanym ok. 1225–1230 roku, zawierającym 250 pieśni łacińskich i 55 niemieckich, a także 2 obrazy sceniczne po łacinie, tworzonych prawdopodobnie przez goliardów od X w. (w większości są to utwory z XII w. i początku XIII w.). W roku 1803 zbiór ten został odnaleziony w opactwie benedyktynów w Benediktbeuern. Prawdopodobnym miejscem pochodzenia jest jednak Seckau. Od czasów sekularyzacji opactwa przechowywany w bibliotece krajowej w Monachium. Tytuł (łac. Carmina Burana – „Pieśni z Beuern”) został nadany przez Johanna Andreasa Schmellera w 1847 r., który przygotował go do wydania.
Utwory, głównie w łacinie średniowiecznej, ale częściowo także w języku starodolnoniemieckim i starofrancuskim, zostały spisane przez uczniów i zakonników. Część z nich jest wierszami i pieśniami goliardów (wagantów), czyli wędrujących żaków, a także duchownych. Pieśni te mają różny charakter, począwszy od moralitetów, aż po pieśni do tańca oraz biesiadne (w średniowiecznej Europie klęski nieurodzaju i wojny były tak częstą przyczyną głodu, że jedzenie i picie należało do częstych tematów popularnych pieśni). Najbardziej znanym utworem jest tzw. Spowiedź Archipoety, anonimowego poety z Kolonii zwanego Archipoetą, wśród autorów znajdują się również Piotr z Blois i Walter z Châtillon.
Zbiór jest podzielony na 6 części: Carmina ecclesiastica, Carmina moralia et satirica, Carmina amatoria, Carmina potoria, Ludi, Supplementum.

## Interpretacje muzyczne
W 1937 Carl Orff skomponował opartą na zbiorze kantatę sceniczną Carmina Burana.
W 1975 Harmonia Mundi wydała album z nagraniami Carmina Burana pod kierownictwem René Clemencica, wznowiony na 3 CD w 1990 roku.
W 1990 roku Ośrodek Praktyk Teatralnych Gardzienice wystawił spektakl pt. Carmina Burana, oparty na tekstach z antologii Carmina Burana i opowieści o Tristanie i Izoldzie.